# TrES-1b
TrES-1b, citato anche come TrES-1, è un esopianeta la cui scoperta fu annunciata il 24 agosto 2004 come risultato delle indagini svolte utilizzando il metodo del transito nell'ambito del Trans-Atlantic Exoplanet Survey. È il primo scoperto da tale programma.
TrES-1b orbita attorno a GSC 02652-01324, una stella nana arancione, più piccola e fredda del Sole, posta a circa 500 anni luce nella costellazione della Lira. Il pianeta orbita con una traiettoria marcatamente ellittica attorno alla stella madre con un periodo di circa 3 giorni eclissandola parzialmente nell'osservazione dalla Terra.
TrES-1b ha una massa inferiore a quella gioviana (circa il 60%) con un diametro quasi pari a quello gioviano, risultando così avere una densità molto bassa che comporta una forza gravitazionale sulla sua superficie inferiore a quella terrestre.
Dopo la sua scoperta è stato oggetto di altri studi che hanno permesso di determinarne la temperatura, di misurare l'effetto Rossiter-McLaughlin e di valutare l'effetto delle forze mareali. Queste ultime si presume che abbiano fatto attraversare al pianeta una fase di intenso riscaldamento vista la forte eccentricità dell'orbita.